# Karl-Jaspers-Klinik Wehnen

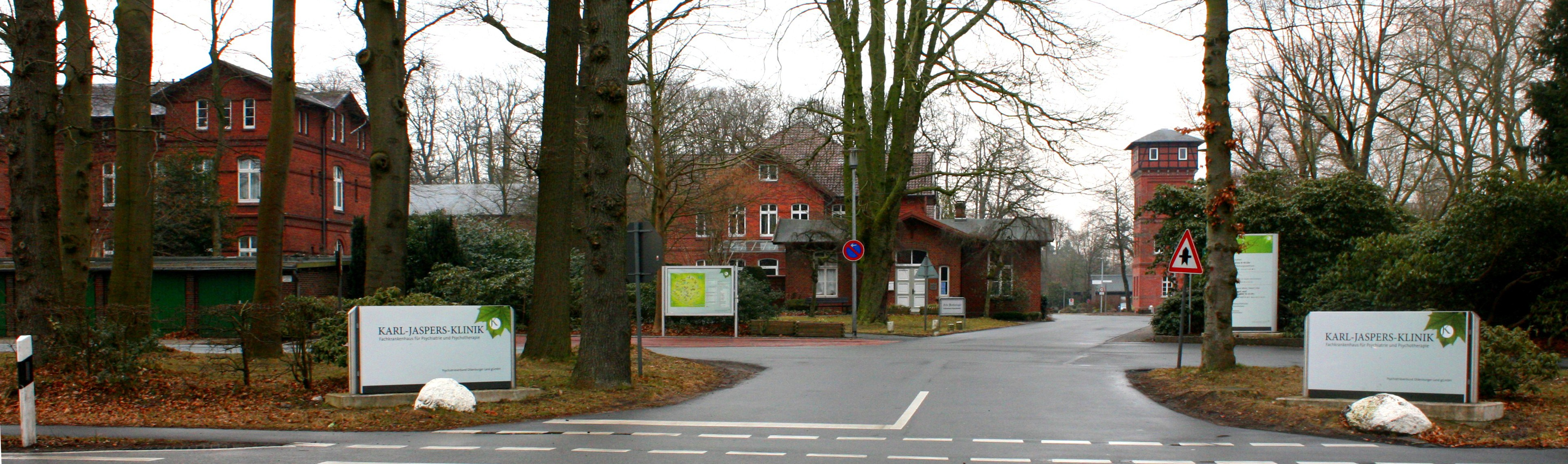
Karl-Jaspers-Klinik, Einfahrt

Die Karl-Jaspers-Klinik (vormals Niedersächsisches Landeskrankenhaus Wehnen) ist ein Krankenhaus für Psychiatrie, Psychotherapie und Psychosomatik im Bad Zwischenahner Ortsteil Wehnen. Träger der Klinik ist der Psychiatrieverbund Oldenburger Land gGmbH.

## Geschichte

### 19. und frühes 20. Jahrhundert
Auf dem Gelände, das heute die Karl-Jaspers-Klinik Wehnen einnimmt, befand sich ab dem Zeitpunkt der Gründung am 15. März 1858 die „Irrenanstalt zu Wehnen“, zunächst ausgelegt für 80 Patienten. Erster Direktor war Franz Ludwig Anton Kelp. Trotz der stark abwertend klingenden Bezeichnung „Irrenanstalt“ war deren erster Leiter ein renommierter Wissenschaftler, der zahlreiche Publikationen in den einschlägigen Fachorganen vorlegte und 1862 zum Präsidenten der Deutschen Gesellschaft für Psychiatrie und gerichtliche Psychologie gewählt wurde. Seine Nachfolger im späten 19. Jahrhundert und bis zur Mitte des 20. Jahrhunderts hegten, wie seinerzeit viele ihrer Kollegen in Deutschland und anderen Industriestaaten, starke Sympathie für die Lehre der Eugenik, auch „Rassenhygiene“ genannt.
Im Jahre 1903 erfolgte die Namensänderung in „Heil- und Pflegeanstalt Wehnen“. Bis zur Jahrhundertwende im Jahr 1900 war die Patientenzahl der Einrichtung auf 225, bis 1911 auf 310 angestiegen, so dass zusätzliche Krankenstationen und Wirtschaftsgebäude benötigt wurden, die in den Folgejahren im Pavillonstil errichtet wurden.
Die „Irrenanstalt zu Wehnen“ war bereits im 19. Jahrhundert nicht die einzige Einrichtung zur Landespsychiatrie im Oldenburgischen. Im Jahr 1862 nahm die „Bewahr- und Pflegeanstalt Kloster Blankenburg“ den Betrieb auf. In ihr wurde Ingo Harms (einem bis zu seiner Emeritierung an der Carl-von-Ossietzky-Universität Oldenburg forschenden und lehrenden Historiker) zufolge die Aufgabe der Pflege von Patienten von Anfang an stark vernachlässigt. Deshalb bezeichnet er die Anstalt als „Billigvariante“ der „Irrenheilanstalt“ Wehnen.
Laut einem im „Deutschen Ärzteblatt“ im Jahr 2001 veröffentlichten Artikel gab es erste Überlegungen, die später zum „Euthanasie“-Programm der Nationalsozialisten führten, bereits 1913. Das Menschenbild der Psychiatrie und ihre unwissenschaftlichen Krankheitsbegriffe seien Klaus Dörner, dem Mitbegründer des „Bundes der Euthanasie-Geschädigten und Zwangssterilisierten“, zufolge der Nährboden für die Verbrechen an Patienten während der Zeit des Nationalsozialismus gewesen. Bereits während des Ersten Weltkrieges seien ungefähr 70.000 Patienten in Anstalten den Hungertod gestorben, was vor allem deshalb nicht skandalisiert worden sei, weil in Kriegszeiten auch „gesunde“ Menschen unter Lebensmittelrationierungen und Hunger leiden müssten. Bereits in den 1920er Jahren hätten einzelne Juristen und Psychiater die „Freigabe der ‚Vernichtung lebensunwerten Lebens‘“ vorgeschlagen.

### Zeit des Nationalsozialismus
Ingo Harms veröffentlichte mehrere Bücher und Artikel über die Einrichtung in Wehnen. Durch Studium der Manuskripte zu den Krankenakten konnte er nachweisen, dass in Wehnen ca. 1500 Patienten aus dem NS-Gau Weser-Ems getötet wurden. In Wehnen wurden nicht systematisch Methoden der direkten Tötung angewandt, sondern die Patienten wurden vernachlässigt. Daraus ergibt sich die Formulierung „Hunger-Euthanasie“. Da die Anstalt Wehnen nicht zu den sechs Tötungskliniken im Großdeutschen Reich gehörte, kam es in Wehnen nicht zur Vergasung „lebensunwerter“ Menschen. Zu den konkreten Ursachen für den Tod von „Patienten“ in Wehnen schreibt Harms: Sie „starben, weil man sie über lange Zeiträume nicht ausreichend ernährte; weil man ihnen den Speiseplan einschränkte und Lebensmittelpakete von Angehörigen einbehielt. Sie starben, weil in vielen Räumen, in denen die pflegebedürftigen Menschen untergebracht waren, die Raumtemperatur zuweilen erheblich heruntergesetzt wurde, um Heizkosten zu sparen und sie so körperlich geschwächt sich auch der grassierenden Krankheiten kaum erwehren konnten.“ Diese Form der „Hunger-Euthanasie“ wurde sehr früh im Oldenburgischen und dort in den Anstalten Wehnen, Gertrudenheim (Kinderpsychiatrie) und Kloster Blankenburg praktiziert.
Hauptverantwortlich für das Massensterben in Wehnen sei, so Harms, das Management des 1924 gegründeten „Landesfürsorgeverbandes Oldenburg“, der in der NS-Zeit sein Bestreben forciert habe, „offensiv Vermögen zu bilden“. „Die Vernachlässigung der Patienten war nicht die Folge, sondern die Voraussetzung für die Vermögensbildung.“, resümiert Harms. Eine karitativ angelegte Institution habe sich unter der Hand zu einer Institution entwickelt, die die Gewinnmaximierung in den Vordergrund gestellt habe. Zur Gewinnmaximierung trugen sowohl die unbezahlte Arbeit arbeitsfähiger Patienten als auch die lange Überlebenszeit zunehmend schwächer werdender Patienten bei. Vorreiter der in Wehnen praktizierten Methode, Krankentötungen nicht offen als solche erscheinen zu lassen, waren Kurt Mönch, der von 1924 bis 1937 als leitender Arzt der Klinik fungierte, Carl Petri – sein Nachfolger als leitender Arzt (von 1937 bis 1946) – und Carl Ballin, der als Vorstandsmitglied des Landesfürsorgeverbandes zugleich leitender Beamter im oldenburgischen Innenministerium war.
Kurt Mönch nahm 1925 an einem Fortbildungskurs „über angewandte Erblichkeitsforschung und ihre Beziehung zur Sozial- und Rassehygiene“ teil, benutzte Anstaltspatienten für Versuche im Sinne des „medizinischen Fortschritts“ und tat sich mit Veröffentlichungen auf rassehygienischem Gebiet hervor. Er kam im Rahmen seiner „Forschung“ u. a. zu dem Ergebnis, dass Epilepsie und „Schwachsinn“ meist miteinander einhergingen und dass diese beiden Formen der „Minderwertigkeit“ auf ein „primitives Erbgut“ zurückgingen.
Von 1935 bis 1937 waren in der „Heil- und Pflegeanstalt“ Wehnen auch Kinder untergebracht, die zuvor in der „Bewahr- und Pflegeanstalt“ Gertrudenheim in Oldenburg „bewahrt“ worden waren. Im Jahr 1937 wurden sie in die Einrichtung Kloster Blankenburg verlegt, wo viele durch Anwendung derselben Methoden wie in Wehnen zu Tode kamen. Diejenigen von ihnen, die das Jahr 1941 noch erlebten, wurden am 19. September 1941 in die fränkischen Anstalten Erlangen und Kutzenberg deportiert. Ab September 1941 war die im Oldenburgischen angewandte Methode reichsweit zum Hauptverfahren der Tötung angeblich „lebensunwerten Lebens“ geworden.
Die Karl-Jaspers-Klinik bestätigt in ihrer aktuellen Chronik die Richtigkeit der meisten Forschungsergebnisse Ingo Harms’. Allerdings legt sie Wert auf die Feststellung, dass „eine direkte Beteiligung an der sogenannten ‚Aktion T4‘ – eine nach 1945 gebräuchlich gewordene Bezeichnung für die systematische Ermordung von Menschen mit geistigen und körperlichen Behinderungen im Dritten Reich – nicht belegt“ sei.
Ingo Harms betont, dass die „Heil- und Pflegeanstalt“ Wehnen eine hybride Einrichtung gewesen sei. Zwar sei die langsame Tötung „lebensunwerten Lebens“ dort systematisch praktiziert worden, aber nur bei Patienten, die vor entsprechenden Maßnahmen von Medizinern als „unheilbar“ eingestuft worden waren. Patienten hingegen, bei denen diese Mediziner eine Heilung für möglich und wahrscheinlich hielten, wurden nach dem damals neuesten wissenschaftlichen Stand der Psychiatrie behandelt. So erhielt die Klinik z. B. 1944 ein damals hochmodernes Elektroschock-Gerät zur Elektrokrampftherapie. Mit dieser Therapie waren weltweit Hoffnungen bei Medizinern auf eine Heilung von Psychiatrie-Patienten verbunden.

### Nachkriegszeit
Ingo Harms zufolge verstarben in der „Heil- und Pflegeanstalt Wehnen“ bis 1947 Opfer der „Hunger-Euthanasie“ der vorangegangenen Jahre, weil „das Bereicherungssystem sogar noch unter den Augen der britischen Militärregierung in der Nachkriegszeit fortgesetzt wurde.“ Einige Anstaltspatienten hätten, so Harms, gerettet werden können, wenn die Briten die Bereitstellung von zusätzlichen Nahrungsmitteln zur Stärkung der entkräfteten Patienten angeordnet hätten. Carl Petri wurde zwar im August 1945 von seiner Funktion als ärztlicher Leiter des Wehnen-Komplexes abberufen. Seinem Nachfolger im Amt, Heinrich Wietfeld, der bereits damals die hohe Sterblichkeit in Wehnen anprangerte, gelang es jedoch nicht, für seine Forderung nach „Zusatzverpflegung für die hungernden Patienten“ Gehör zu finden. Stattdessen durfte Petri vom Mai 1946 bis zum Dezember des Jahres seine Tätigkeit als ärztlicher Leiter wieder ausüben.
Der „Bund der Zwangssterilisierten und ‚Euthanasie‘-Geschädigten (BEZ)“ bescheinigte auch nach 1945 weiterhin einflussreichen Ärzten und Juristen, durch ihren Einfluss sei es zu ihren Lebzeiten in der Bundesrepublik Deutschland zu einer „faktischen Fortdauer nationalsozialistischen Rechtsverständnisses und entsprechender ideologischer Dispositionen“ gekommen. Kurt Mönch erhielt z. B. am 15. Januar 1948 seine Niederlassungserlaubnis als Facharzt für Nervenkrankheiten in der Gemeinde Westerstede.

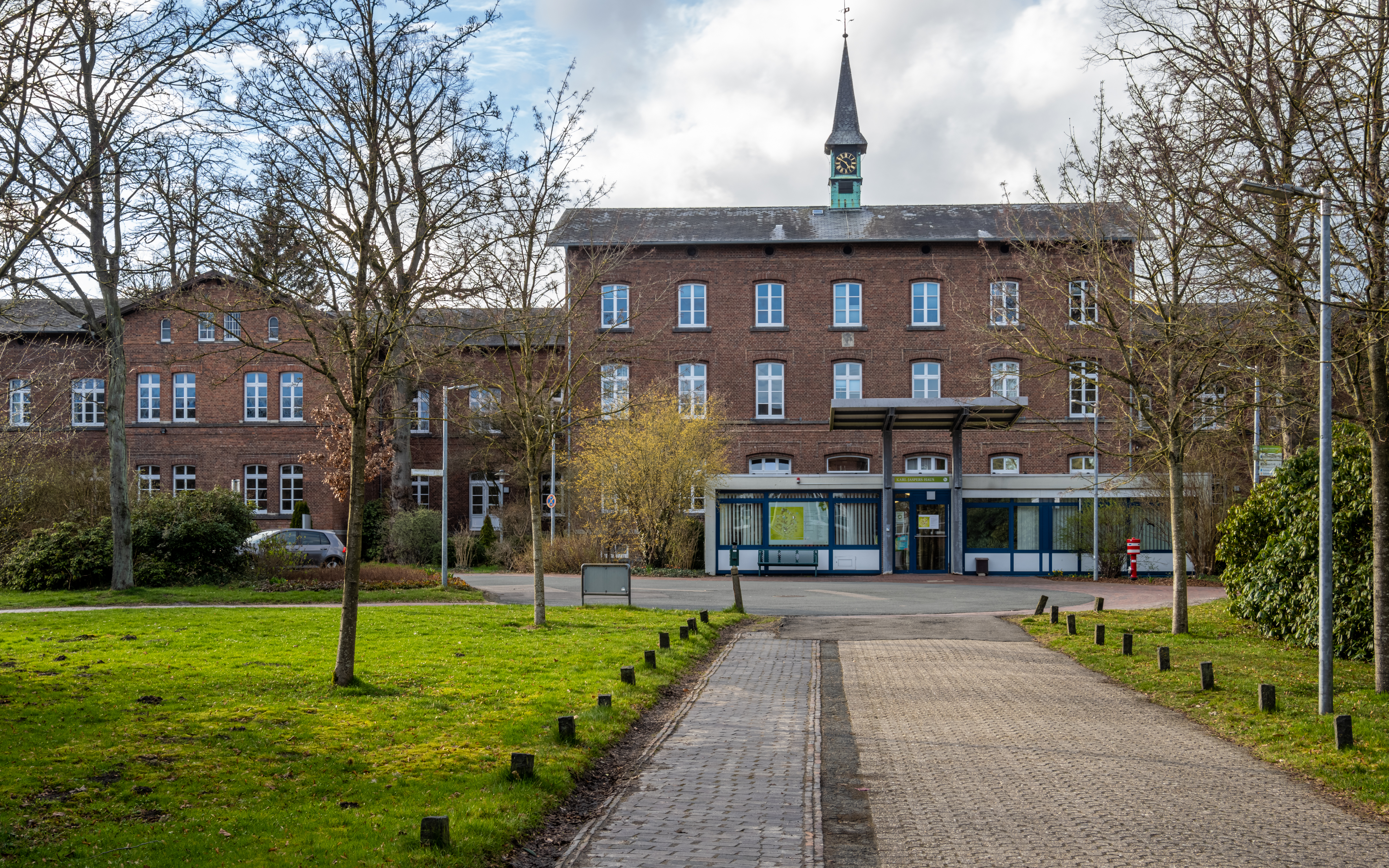
Karl-Jaspers-Klinik (2023)

Den Namen „Heil- und Pflegeanstalt Wehnen“ behielt die Einrichtung bis in die 1970er Jahre bei. Im Jahr 1974 übernahm der Bezirksverband Oldenburg des Landessozialhilfeverbands die Trägerschaft für die Klinik, 1975 das Land Niedersachsen. Im Zuge des Trägerwechsels wurde die Klinik in „Niedersächsisches Landeskrankenhaus Wehnen“ umbenannt. Ein erneuter Trägerwechsel fand im Jahr 2007 statt. Neuer Träger der Einrichtung in Wehnen wurde der Psychiatrieverbund Oldenburger Land gGmbH. Im Rahmen dieses Trägerwechsels wurde am 1. August 2007 die Einrichtung nach dem Oldenburger Philosophen und Psychiater Karl Jaspers benannt. In zeitlichem Zusammenhang mit der Umbenennung im Jahr 1975 verwandelte sich das zuvor „eher unspezifische […] Großkrankenhaus […] zu einer psychiatrischen und psychotherapeutischen Fachklinik mit 425 Betten“. Im Jahr 1990 gab die Klinik die inzwischen als problematisch erkannte Tradition auf, Langzeitpatienten zu „bewahren“ und zu betreuen. Durch die Schließung des „Langzeitbereichs“ halbierte sich 1990 zunächst die Bettenzahl.
Vier Jahre nach der Veröffentlichung der Dissertation Ingo Harms’ im Jahr 1996 (siehe das Literaturverzeichnis) hatten Angehörige Ermordeter immer noch große Schwierigkeiten, von Behörden, die bis zur Jahrtausendwende für den Fall zuständig waren, zutreffende Informationen über Leben und Sterben ihrer Angehörigen zu erhalten. Dies gelang ihnen selbst mit Ingo Harms’ Unterstützung nicht, obwohl die meisten für die Krankenmorde verantwortlichen Ärzte damals bereits verstorben und die übrigen im Ruhestand waren. Ein erster Schritt zu einer kooperativeren Haltung der seinerzeitigen Klinikleitung erfolgte durch die niedersächsische Landesregierung: Die im Jahr 2000 amtierende niedersächsische Sozialministerin Heidrun Merk setzte die Bewilligung von Finanzmitteln für ein Mahnmal in Wehnen durch. Eine Ausstellung in der Alten Pathologie, die sich auf dem Klinikgelände befindet, erinnert seit 2004 an die Opfer in der Zeit des Nationalsozialismus. Die Carl-von-Ossietzky-Universität Oldenburg veranlasste im Jahr 2005 – vor allem aufgrund des Engagements Ingo Harms’ – systematische Recherchen zu dem Thema „Hunger-Euthanasie in Wehnen“. An 88 namentlich bekannte Opfer aus dem Landkreis Vechta wird seit dem 1. September 2024 durch die Gedenkstätte für die Menschenwürde in Vechta erinnert.
Die Thematik der Krankenmorde in Wehnen nahm 2017 der Film Ich werde nicht schweigen von Esther Gronenborn auf.
Für den Zeitraum vom 15. Februar 2023 bis zum 14. Februar 2026 bewilligte das Niedersächsische Ministerium für Wissenschaft und Kultur (MWK) ein Forschungsprojekt der Universität Vechta mit dem Titel: „Zwischen Fürsorge und Zwang. Digitale Quellenedition zur Psychiatriegeschichte des Herzogtums Oldenburg“. Durch das Projekt soll dem Thema der NS-Patientenmorde eine „historische Tiefendimension“ gegeben werden, an der es den meisten Studien bislang mangele.

## Einrichtung im 21. Jahrhundert

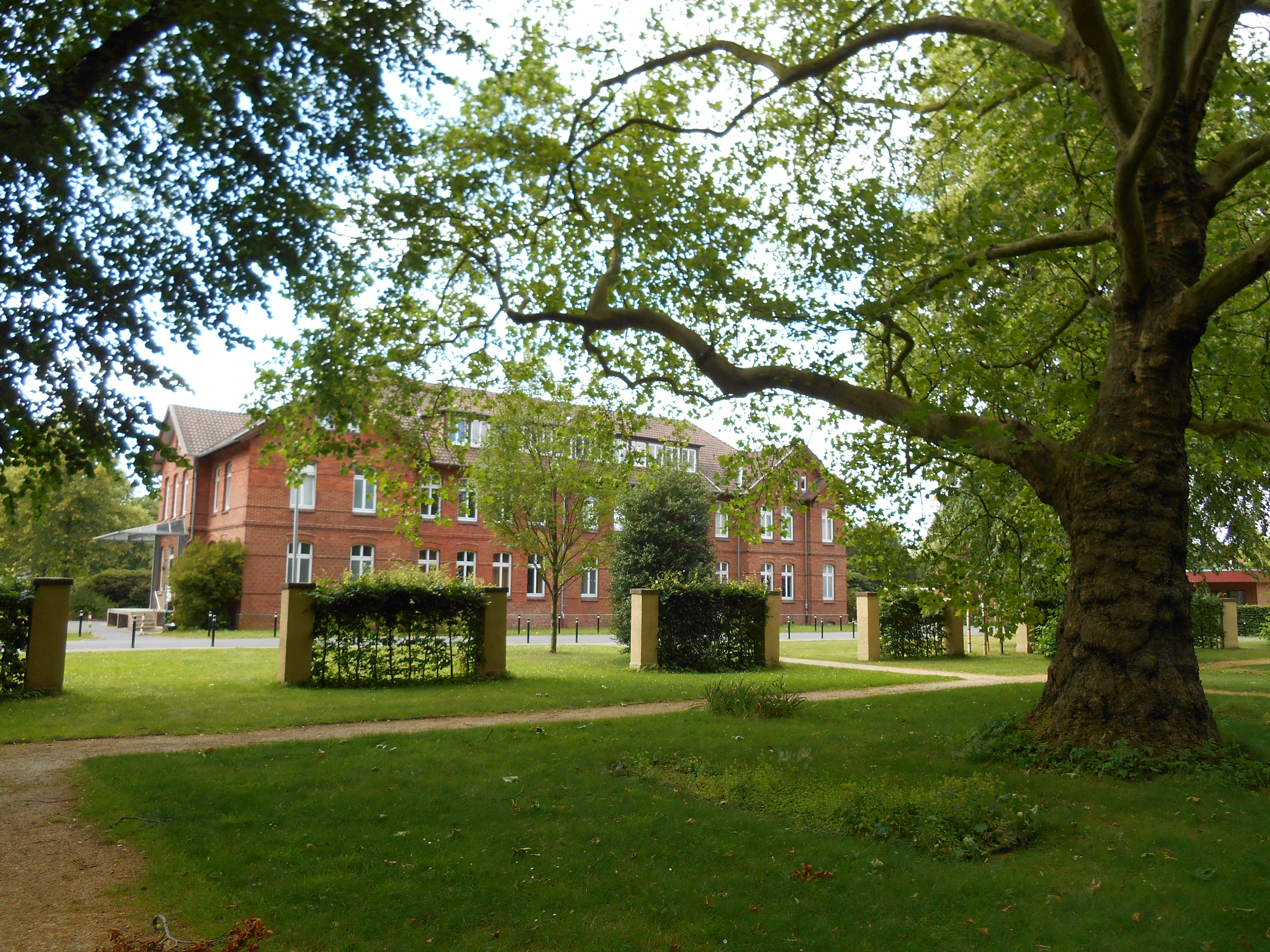
Parkähnliche Anlage bei Gebäude 5
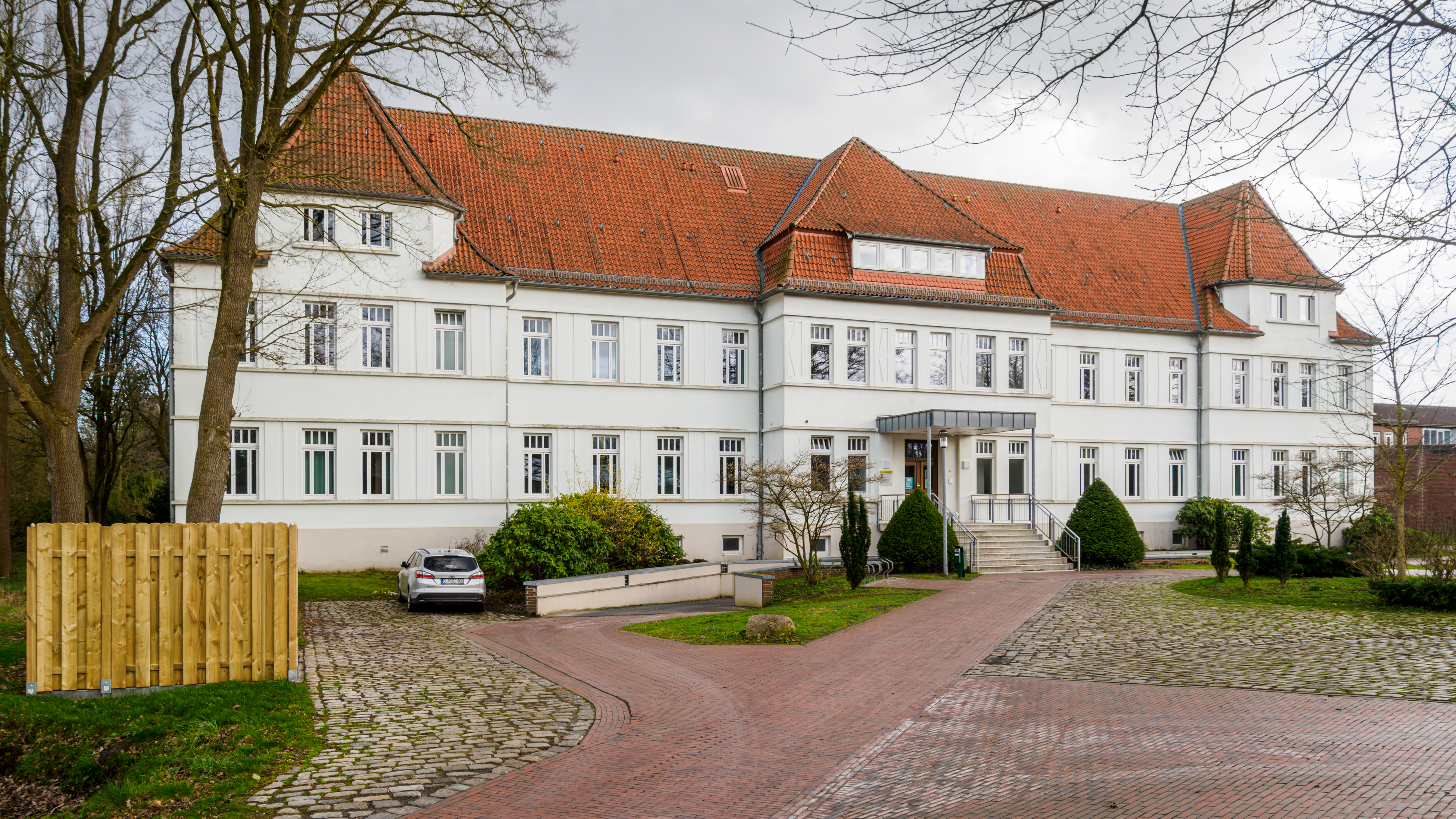
Unbehinderter Zugang zum Haus 13
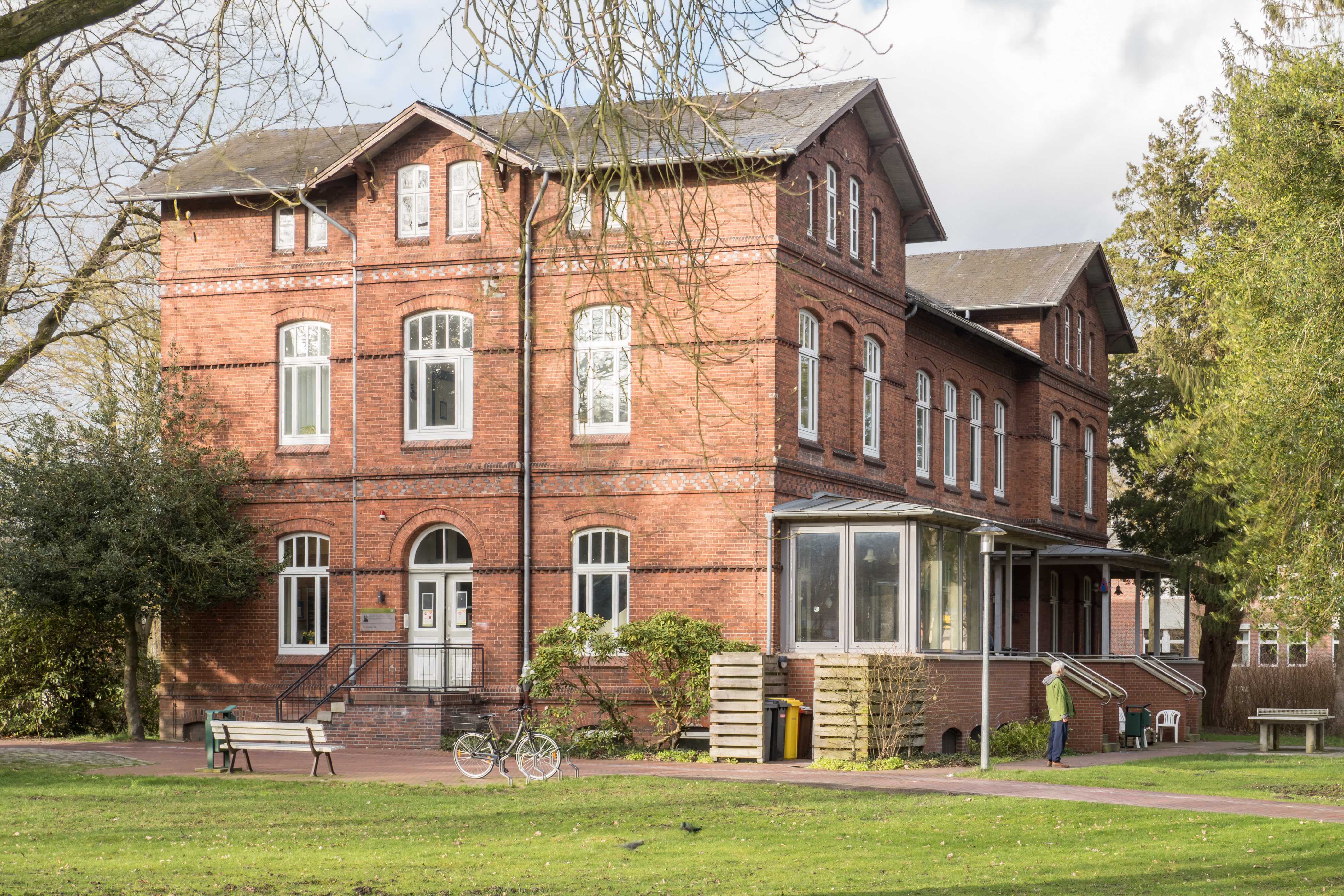
Franz-Nissl-Haus mit Sitzbank und Fahrrad
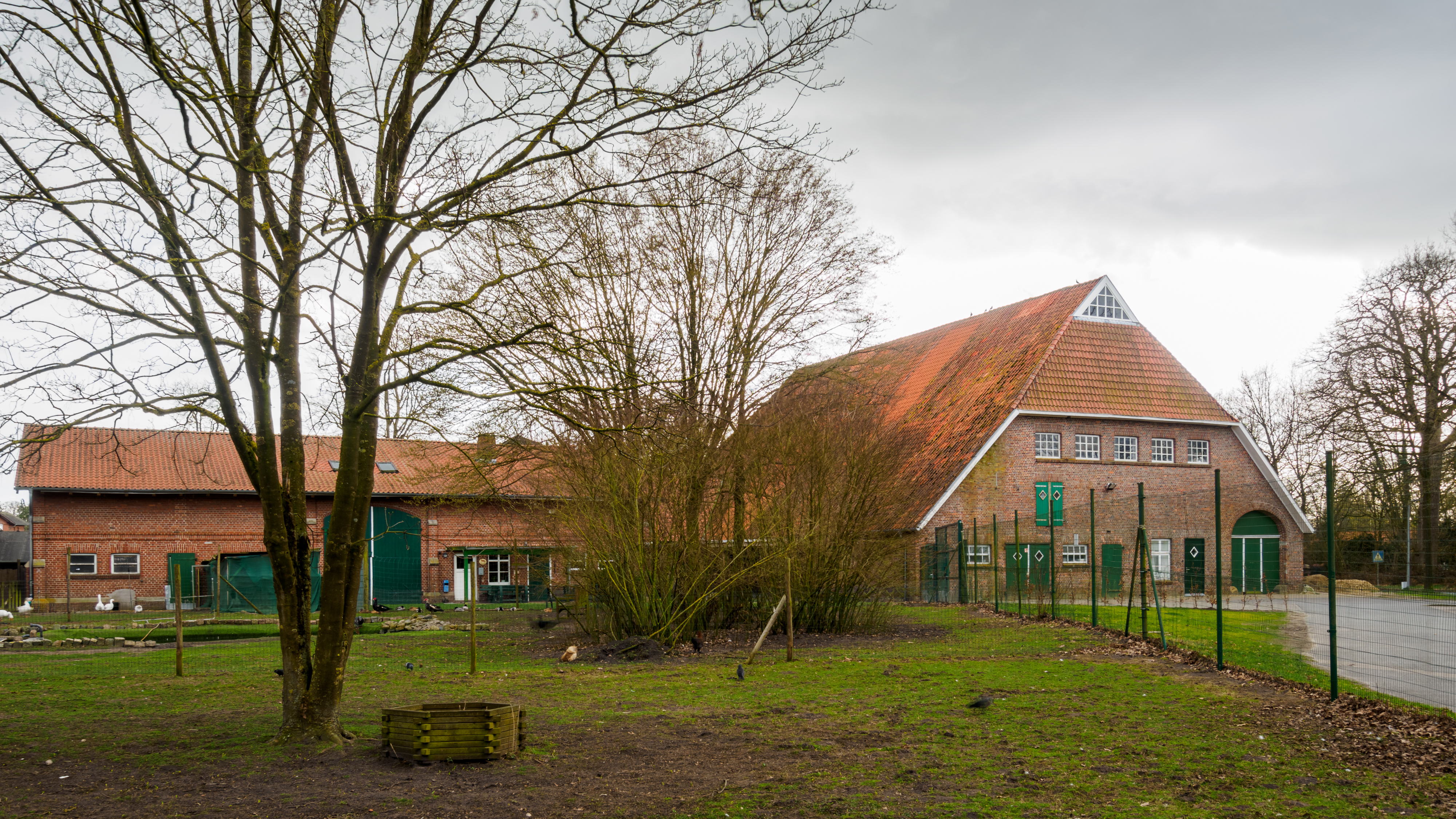
Therapiehof der Klinik in einem Gulfhaus

Ausdruck einer inhaltlichen Neuorientierung im Vergleich zur Dominanz des Denkens in Kategorien der Eugenik bis in die zweite Hälfte des 20. Jahrhunderts hinein ist das aktuelle Leitbild der Karl-Jaspers-Klinik. Dieses verpflichtet das Personal der Klinik zu Wissenschaftlichkeit und Patientenorientierung und Führungskräfte zu Mitarbeiterorientierung. „Dabei gehen wir von einem mehrdimensionalen Krankheitskonzept aus, das die Wechselwirkung psychischer, sozialer, biographischer, somatischer und hirnorganischer Dimensionen beinhaltet.“ Im „Geschäftsbericht 2011“ betonte der Geschäftsführer der Klinik, diese stehe für eine „Öffnung der Psychiatrie nach außen.“ Dem Geschäftsführer sei es wichtig, „die Entstigmatisierung psychisch kranker Menschen voranzutreiben und Vorurteile abzubauen.“
Die Klinik verfügt über ca. 1000 Beschäftigte, 591 Betten im vollstationären und 84 Plätze im teilstationären Bereich (Stand 2020). Sie hat den Sicherstellungsauftrag für die stationäre psychiatrische Versorgung der Landkreise Ammerland, Cloppenburg, Oldenburg, Vechta, Wesermarsch, Wittmund sowie der Städte Delmenhorst und Oldenburg.
Neben zwei allgemeinpsychiatrischen Funktionsbereichen umfasst das Behandlungsangebot die Bereiche Psychosomatik, Gerontopsychiatrie, Psychotherapie und Sucht, sowie forensische Psychiatrie (Jugendforensik). Dazu kommen eine Tagesklinik und Ambulanz auf dem Krankenhausgelände, sowie Tageskliniken in den Städten Cloppenburg, Delmenhorst, Bad Zwischenahn, Westerstede und Brake (Unterweser).
Mit der Universitätsklinik für Psychiatrie und Psychotherapie gehört die Karl-Jaspers-Klinik zum medizinischen Campus der Universität Oldenburg und ist Akademisches Lehrkrankenhaus der Universität Oldenburg. Seit der Gründung der European Medical School 2012 besteht eine Kooperation mit der KJK.